# Mallandaru, Narasimharajapura
Mallandaru là một làng thuộc tehsil Narasimharajapura, huyện Chikmagalur, bang Karnataka, Ấn Độ.